# Mary Murphy (Schauspielerin)
Mary Murphy (* 26. Januar 1931 in Washington, D.C.; † 4. Mai 2011 in Beverly Hills, Kalifornien) war eine US-amerikanische Schauspielerin.

## Leben
Nach dem Ende der Highschool im Jahr 1949 unterschrieb sie einen Vertrag bei Paramount Pictures, 1951 gab sie ihr Filmdebüt. Es folgten Filme an der Seite von Laurence Olivier, Jennifer Jones, Dean Martin, Robert Taylor und anderen. Die größten Erfolge ihrer Karriere hatte Murphy 1953 an der Seite von Marlon Brando in Der Wilde sowie 1955 neben Humphrey Bogart in An einem Tag wie jeder andere. Ab den 1960er Jahren war sie hauptsächlich im Fernsehen zu sehen, so z. B. in Serienepisoden wie Alfred Hitchcock Presents und Auf der Flucht. 1975 zog sie sich ins Privatleben zurück.
Mary Murphy heiratete 1956 den Schauspieler Dale Robertson, doch die Ehe wurde noch im selben Jahr wieder geschieden.

## Filmografie (Auswahl)
| - 1951: Der jüngste Tag (When Worlds Collide) - 1951: Spione, Liebe und die Feuerwehr (My Favorite Spy) - 1951: Karawane der Frauen (Westward the Women) - 1952: Seemann, pass auf (Sailor Beware) - 1952: Die Stadt der tausend Gefahren (The Atomic City) - 1952: Carrie - 1952: Der Wendepunkt (The Turning Point) - 1953: Eintritt verboten (Off Limits) - 1953: Houdini, der König des Varieté (Houdini) - 1953: Der Wilde (The Wild One) - 1954: Brückenkopf X (Beachhead) - 1954: Beeil dich zu leben (Make Haste to Live) | - 1954: Der wahnsinnige Zauberkünstler (The Mad Magician) - 1954: Das letzte Gefecht (Sitting Bull) - 1955: Dem Teufel auf der Spur (Hell’s Island) - 1955: An einem Tag wie jeder andere (The Desperate Hours) - 1955: Ein Mann allein (A Man Alone) - 1956: Der Teufel von Colorado (The Maverick Queen) - 1958: Mit 1000 Volt in den Tod (Escapement) - 1962: Ein Rucksack voller Ärger (40 Pounds of Trouble) - 1965: Die Welt der Jean Harlow (Harlow) - 1972: Junior Bonner - 1974: Zur Adoption freigegeben (The Stranger Who Looks Like Me) |